# Grup Escolar Milà i Fontanals
El Grup Escolar Milà i Fontanals és un edifici situat als carrers del Carme, dels Àngels (on es situa l'accés principal) i del Peu de la Creu del Raval de Barcelona, catalogat com a bé cultural d'interès local. Actualment allotja el CEIP Milà i Fontanals i l’IES Miquel Taradell.

## Història

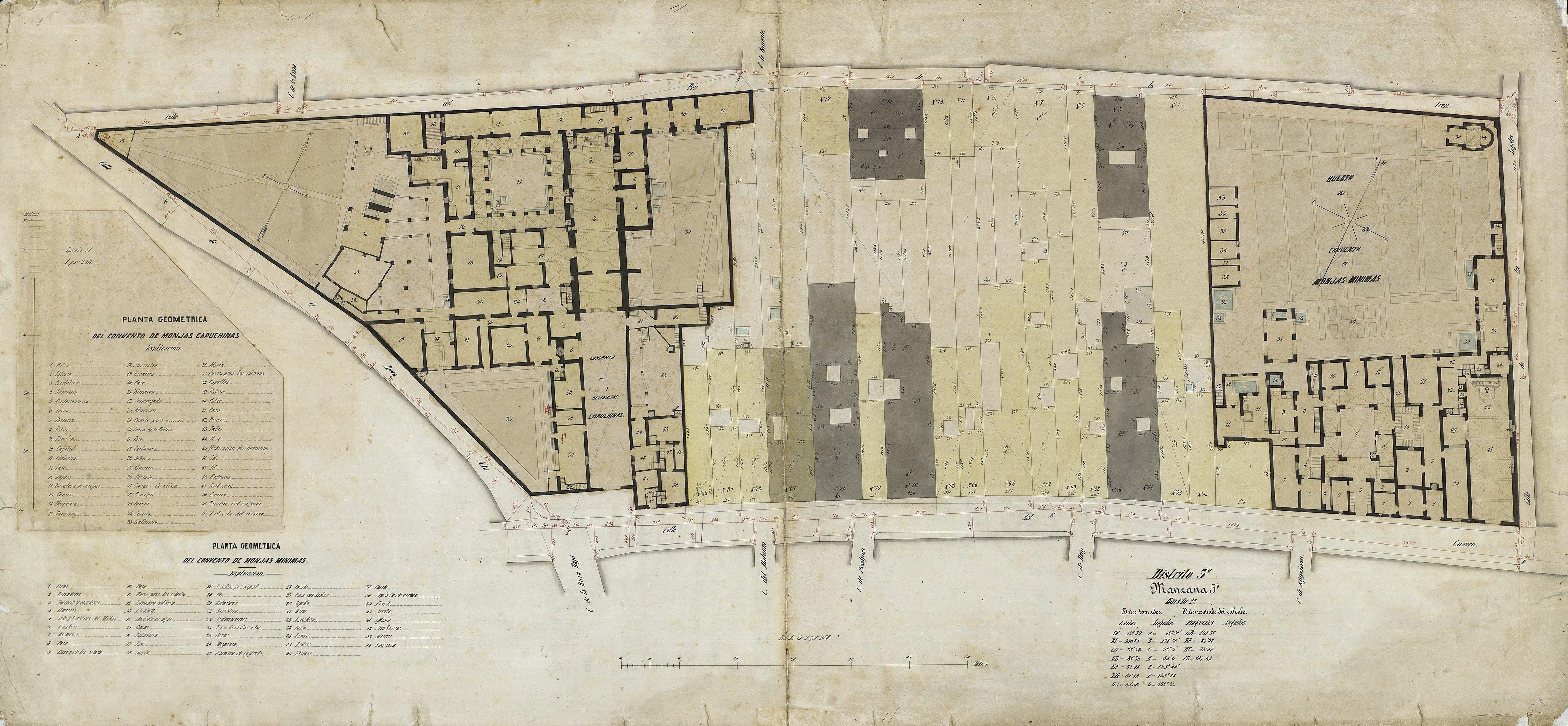
Quarteró núm. 52 de Garriga i Roca (c. 1860)

En aquest indret hi havia el Convent de les Mínimes, adquirit el 1879 per l'Ajuntament de Barcelona en virtut d'un conveni, tot i que les monges hi romangueren fins al 1908, quan es van traslladar a un nou monestir a Horta.
El 1916, Lluïsa Cura i Farriols va deixar un llegat de 192.981,39 pessetes per a la construcció d'una escola. Les obres s'adjudicaren el 1921 per 1.390.000 pessetes, però no fou inaugurada fins al diumenge de Rams del 1931, després del parèntesi suscitat per la dictadura de Primo de Rivera.
Com la resta de grups escolars projectats per Josep Goday i Casals, participava dels nous corrents de renovació pedagògica defensada per pedagogs com Rosa Sensat, que precisament fou la primera directora del centre. Goday copsà la filosofia de l'escola reformista i els seus edificis materialitzaven aquests nous conceptes, traduïts en espais amplis i nets, lluminosos i monumentals, però funcionals al mateix temps. Una de les principals qualitats dels seus projectes era la voluntat d'equipar els centres escolars amb instal·lacions específiques: gimnàs, biblioteca, sala d'actes, sanitaris, infermeria, sales de projeccions i treballs manuals, etc.

## Descripció
Consta de planta baixa, tres pisos i golfes sota cobertes a doble vessant. L'accés principal, al bell mig de l'edifici, dona pas a una àmplia zona de vestíbul que conté, a banda i banda, les escales d'accés als dos cossos que formen un edifici aparentment unitari en façana i en forma d'«U», que distribueix de manera equitativa els espais reservats a les dues institucions per als quals es va crear: l'escola de nens Milà i Fontanals i l'escola de nenes Lluïsa Cura, que només compartien, en el pavelló central, el vestíbul, el teatre o sala d'actes i el gimnàs de les golfes.
Les tres façanes de l'escola estructuren les seves obertures en eixos verticals i horitzontals de ritme regular. La planta baixa està realitzada amb carreus de pedra de Montjuïc desbastada, en homenatge a la tradició constructiva d'edificis veïns com la Casa de Convalescència. En aquests nivells les obertures es presenten com finestres escarseres de gran llum, amb muntants i arcs de pedra.
A la façana del carrer dels Àngels es troba el portal principal, un gran arc pla flanquejat per dues parelles de semicolumnes toscanes que sostenen un entaulament amb frontó. L'ornamentació escultòrica es fa present en l'escut de la ciutat que orna l'arc pla, així com en els dos dofins i els dos lleons que flanquegen el frontó i els tres gerros florals que el rematen. A banda i banda d'aquest portal s'hi obren dues portes menors amb llurs sobreportes ornades amb dos grans frisos de terracota que representen infants dansant en la natura. Els murs de la resta de pisos es presenten revestits amb morters i estucs que formen una potent decoració policromada a base de quarterons aixamfranats. Aquests, acullen relleus en terracota en forma de rams de flors, garlandes florals, volutes i alguns detalls en rocalla. També de terracota són els emmarcaments de finestres de la façana principal, desenvolupant una exuberant decoració classicista-barroquista a base de motllures, garlandes, draps i corbes sinuoses. Totes les obertures són de grans dimensions per facilitar la il·luminació interior. Existeix certa diferència de llenguatge entre la façana principal i les secundàries, ja que les darreres no presenten emmarcaments ornamentals a les finestres i, a més, projecten de manera més evident la presència de les golfes vers l'exterior. Efectivament, aquestes golfes es mostren en els cossos laterals emfasitzades per la presència de frontons elevats sobre motllures corbes i flanquejats per relleus de terracota en forma de grans gerros florals. En canvi, en el cos central, aquestes golfes queden interrompudes per un una barana on reposen quatre estàtues de terracota en forma d'infant.
Els vestíbuls i passadissos es caracteritzen per la seva amplada i funcionalitat, ja que l'edifici havia d'adaptar-se a les necessitats de circulació i acollida de grups importants d'infants. El vestíbul principal presenta dues crugies cobertes amb voltes d'aresta que reposen sobre pilastres als murs i parelles de columnes toscanes al centre. A banda i banda dues escales de pedra menen al primer pis dels dos cossos laterals, on es troben les aules i les oficines de les escoles. A cada pis, els vestíbuls contenen originals fonts revestides amb ceràmica vidrada amb decoracions figuratives i pintures murals que ornamenten les sobreportes, tot obrat per Francesc Canyelles i Balagueró. En aquests espais dominen els murs revestits amb pintures verdes i rosades i les portes de llinda mixtilínia.
La Sala d'Actes es troba en el pavelló central, damunt del vestíbul principal d'accés. Es tracta d'un àmbit diàfan i ampli de dos nivells d'alçada, amb platea i amfiteatre sostingut sobre columnes toscanes amb sabates.
El pati es troba al centre de l'illa, proporcionant llum als cossos laterals de l'escola i proporcionant un lloc d'esbarjo per als infants. S'hi accedeix a través de dues escales que flanquegen el cos central. Aquest es manifesta a través d'una àmplia galeria porticada formada per tres arcs i un gran mur, que tanca la Sala d'Actes, amb tres petits ulls de bou coronat per un frontó i ornat per uns rics esgrafiats obrats per Francesc Canyelles en bicromia blanca i rosada. Dividits en tres registres, mostren infants cavalcant damunt de dofins i cavalls de mar i amorets volant en globus aerostàtics. Al centre, un gran plafó mostra un infant anant a l'escola, amb la seva cartera i un farcell a l'espatlla. Aquesta voluptuosa ornamentació figurativa es complementa amb volutes, rocalla, garlandes de flors i cortinatges. En els cossos laterals, la decoració en esgrafiats es limita a quarterons que repeteixen la decoració en terracota de les façanes exteriors. Tanmateix, també mereix especial interès l'antiga paret mitgera que presideix el pati i que avui dona accés a un pati elevat secundari. En aquest mur malauradament molt intervingut, s'hi conserva una gran font de ceràmica vidrada verda inserida dins d'un arc cassetonat de mig punt en trompe-l'oeil. També cal destacar els esgrafiats, que representen amorets ballant amb cintes amb inscripcions relacionades amb l'educació.